# Chinatsu
Chinatsu ist ein weiblicher Vorname.

## Herkunft und Bedeutung
Chinatsu ist ein aus Japan stammender Name. 
Er ist abgeleitet von japanisch 千 (chi), was 1000 bedeutet und 夏 (natsu) für Sommer.

## Bekannte Namensträgerinnen
- Chinatsu Kira (* 1991), japanische Fußballspielerin